# Stora Kraveln Elefanten (1558)
Stora Kraveln Elefanten, eller Elefanten, var en kravellbyggd karack i svenska flottan. Skeppet byggdes 1554-58 på Stockholms skeppsgård i Stockholm. Beställaren var Gustav Vasa som ville ha ett större och mäktigare fartyg som ersättning för det gamla huvudskeppet "Stora Kraveln".  Eftersom det nya skeppet också fick heta Stora Kraveln men med tillägget Elefanten så blir de båda skeppen ofta förväxlade. Skeppet var 44 meter långt och det var en elefant målad på skeppets akterspegel. Skeppet hade en beväpning på uppemot 75 kanoner.
Elefanten gick på grund i Kläckebergaviken norr om Kalmar den 16 augusti efter en strid mot danskarna 1564. Fartyget bogserades ner mot Björkenäs skeppsgård nära Kalmar, men sjönk utanför Björkenäs i Kalmarsunds norra farvatten under reparationsarbete som utfördes under september 1564. Efter händelsen kom också grundet, en liten grynna norr om Borgholm, att kallas ”Elefanten”. Fartyget ligger efter misslyckade bärgningsförsök begravd under en stenhög. Under 1930-talet blev Elefanten det första vraket att undersökas uifrån "modern" marinarkeologisk metod. Fartygets akterskepp bärgades och har från 1938 varit uppställt på Statens sjöhistoriska museum, men visade 1988 i utställningen Mars Makalös på Västerviks museum Kulbacken.

## Sportdykning
Elefanten är idag en dykplats för sportdykare. Vraket kan besökas antingen med hjälp av båt eller från land. Vraket ligger på 6 meters djup i Krafslösaviken strax norr om Svartö vid Björkudden i norra Kalmar. Det mesta av skrovet ligger utspritt i smådelar med det finns även stora intakta partier av vraket kvar.